# Raoul Lambert
Raoul Lambert (Steenbrugge (Brugge), 20 oktober 1944) is een voormalig Belgisch voetballer, bijgenaamd Lotte. Hij was het boegbeeld van Club Brugge in de jaren 1970-'80. Hij is door de supporters verkozen als beste Brugse speler ooit. Hij is de broer van voetballer Eric Lambert.

## Clubcarrière
- Lambert speelde op 9 september 1962 zijn eerste match voor Club Brugge, onder trainer Norberto Höfling.
- Hij scoorde 216 doelpunten in Eerste Klasse.
- Zijn laatste match was op 11 mei 1980.
- Hij was topschutter van de Belgische competitie in het seizoen 71-72 met 17 doelpunten.

Onder trainer Ernst Happel kende Lambert veel succes. Hij speelde met Club Brugge de finale van de UEFA Cup tegen Liverpool FC in 1976. Twee jaar later bereikte hij met Club ook de Europacup I-finale, maar daarin speelde hij niet omdat hij gekwetst was.

## Palmares
| Nationaal         |    |                              |
| Belgisch kampioen | 5x | 1973, 1976, 1977, 1978, 1980 |
| Beker van België  | 3x | 1968, 1970, 1977             |

## Internationale carrière
Lambert was 33 maal Rode Duivel. In zijn matchen voor België (van 1966 tot 1977) scoorde hij 18 maal. Ook zat hij in de selectie voor het Wereldkampioenschap voetbal 1970 in Mexico, waar hij twee doelpunten maakte. Voor het Europees kampioenschap voetbal 1972 was hij eveneens geselecteerd, bovendien werd hij daar als eerste Belgische speler ooit opgenomen in het UEFA Europees Kampioenschap Team van het Toernooi.

## Trivia
- In zijn ganse carrière kreeg Lambert slechts twee gele kaarten
- In 458 officiële wedstrijden van Club Brugge scoorde Lambert 269 keer.

1 Piot ·
2 Heylens ·
3 Thissen ·
4 Dewalque ·
5 Jeck ·
6 Dockx ·
7 Semmeling ·
8 Van Moer ·
9 De Vrindt ·
10 Van Himst  ·
11 Puis ·
12 Trappeniers ·
13 Beurlet ·
14 Martens ·
15 Vandendaele ·
16 Polleunis ·
17 Verheyen ·
18 Lambert ·
19 Carteus ·
20 Peeters ·
21 Janssens ·
22 Duquesne ·
Coach: Goethals
Piot ·
Sanders ·
Dolmans ·
Heylens ·
Martens ·
Thissen ·
Van Binst ·
Semmeling ·
Thio ·
Vandendaele ·
J. Verheyen ·
Dockx ·
F. Janssens ·
Plessers ·
R. Verheyen ·
Lambert ·
Polleunis ·
Teugels ·
Van Himst  ·
Coach: Goethals
Assistent-trainer: Labeau